# Juan Pablo Varillas
Juan Pablo Varillas Patiño-Samudio (ur. 6 października 1995 w Limie) – peruwiański tenisista, reprezentant kraju w Pucharze Davisa.

## Kariera tenisowa
W karierze zwyciężył w pięciu singlowych turniejach rangi ATP Challenger Tour. Ponadto wygrał pięć singlowych oraz cztery deblowe turnieje rangi ITF.
W 2018 roku na igrzyskach Ameryki Południowej zdobył dwa medale: srebrny w grze podwójnej w parze z Jorge Pantą oraz brązowy w grze pojedynczej.
Rok później podczas igrzysk panamerykańskich, startując w parze z Sergio Galdósem, wywalczył brązowy medal w grze podwójnej.
W rankingu gry pojedynczej najwyżej był na 60. miejscu (26 czerwca 2023), a w klasyfikacji gry podwójnej na 289. pozycji (10 maja 2021).

### Zwycięstwa w turniejach ATP Challenger Tour w grze pojedynczej
| Końcowy wynik | Nr | Data                 | Turniej       | Nawierzchnia | Przeciwnik          | Wynik finału     |
| ------------- | -- | -------------------- | ------------- | ------------ | ------------------- | ---------------- |
| Zwycięzca     | 1. | 6 października 2019  | Campinas      | Ceglana      | Juan Pablo Ficovich | 2:6, 7:6(4), 6:2 |
| Zwycięzca     | 2. | 13 października 2019 | Santo Domingo | Ceglana      | Federico Coria      | 6:3, 2:6, 6:2    |
| Zwycięzca     | 3. | 8 maja 2021          | Biella        | Ceglana      | Guido Andreozzi     | 6:3, 6:1         |
| Zwycięzca     | 4. | 10 października 2021 | Santiago      | Ceglana      | Sebastián Báez      | 6:4, 7:5         |
| Zwycięzca     | 5. | 20 listopada 2022    | São Leopoldo  | Ceglana      | Facundo Bagnis      | 7:6(5), 4:6, 6:4 |